# فرایانت (کالیفرنیا)
فرایانت (به انگلیسی: Friant) یک منطقهٔ مسکونی در ایالات متحده آمریکا است که در شهرستان فرسنو، کالیفرنیا واقع شده‌است. فرایانت ۳٫۴۳۴ کیلومتر مربع مساحت و ۵۰۹ نفر جمعیت دارد و ۱۰۵ متر بالاتر از سطح دریا واقع شده‌است.